# Бюро проверки
«Бюро проверки» — роман писателя современной русской литературы Александра Архангельского. Лауреат национальной литературной премии Большая книга (2018 год, вторая премия).

## Общая информация
Первое издание романа «Бюро проверки» было оформлено к выпуску издательством «Астрель» в Москве в 2018 году. Роман стал популярным у современного читателя.
Сюжет романа уместился всего в девять дней июля 1980 года. В тот месяц, когда на территории Москвы проводились летние Олимпийские игры, а часть население столицы прощалась с поэтом Владимиром Высоцким. В городе постоянно проходили проверки, а сомнительные личности подвергались аресту и допросам — отсюда и название романа.

## Сюжет
Аспирант гуманитарного вуза Алексей Ноговицын — главный герой романа, действие которого происходит в Москве в июле 1980 года. Фоном произведения является праздно убранная Москва, но события спортивных игр никак не связаны с сюжетом. В Москве в этот период раскрывается жизнь Наговицына. За девять дней человек полностью поглощён любовью, приходит к вере в Бога и переживает испытания, которые ему уготованы советским периодом.
Действие произведения начинается в купе поезда — с ароматом помидоров, варёных яиц и курицы — и дальше развивается без каких-либо синтаксических остановок. Очень быстро перед читателем проносится сюжет и короткий отрезок жизни главного героя. Алексея проверяют во всех сферах жизни — социальной и личной, на него падают все мыслимые беды — отчисление и донос, предательство духовных учителей.
Общение с преподавателем философии приводит его к осознанию и вере в Бога. Знакомство с привлекательной девушкой Мусей доводит его до земной любви к противоположному полу. Его жизнь разделилась на духовную и земную. Запретные советские плоды также продемонстрированы автором в романе. Здесь и просмотр запрещённых к показу фильмов, и посещение церкви, и как следствие допросы и привод в милицию, а там и заседание кафедры на котором был поставлен вопрос об отчислении. На фоне всех этих трагических моментов для Алексея подарком судьбы стала преданность и большая любовь девушки Муси.
В конце романа Алексей с Мусей возвращается в праздничную Москву, но вспоминает о похоронах Высоцкого, как бы устанавливая связь между праздником и печалью, как это часто бывает в жизни.

## Критика
Василий Костырко, анализируя книгу, так высказывается о герое и его судьбе:
Ключ к его судьбе, на наш взгляд,— страстное юношеское желание оказаться «со избранными», не разобравшись толком, как устроена жизнь вокруг и откуда этим избранным тут взяться. У этого желания есть изнанка, оборотная сторона, выражаясь вульгарно, цена, о которой Александр Архангельский рассказывает убедительно и, похоже, с большим знанием дела.
Писатель Дмитрий Быков постарался такую оценку дать произведению Архангельского:
«Я помню, какое тогда все было чудесное, как все обещало великие перемены, в какой лихорадке все тряслись каждую осень и каких блаженств ожидали весной, у меня-то это время совпало еще и с отрочеством, с первой любовью и с новыми удивительными людьми, которые появлялись по мере взросления. Вот этой дрожи, этого трепета, ожидания, безумия я в герое не вижу, и мне совершенно непонятно, откуда в нем тоска по вере: вера ведь питается не абстракциями, а живыми впечатлениями. О том, что Бог есть, говорит не чтение правильных книг, а запах осенних листьев или весенний ветер. Впрочем, путь у каждого свой, и я не „Бюро проверки“, чтобы экзаменовать Архангельского на чувство эпохи: книга его безусловно важна и для многих сегодня попросту целебна».

## Награды
- 2018 — Большая Книга, лауреат (третья премия).